# Hemimelia

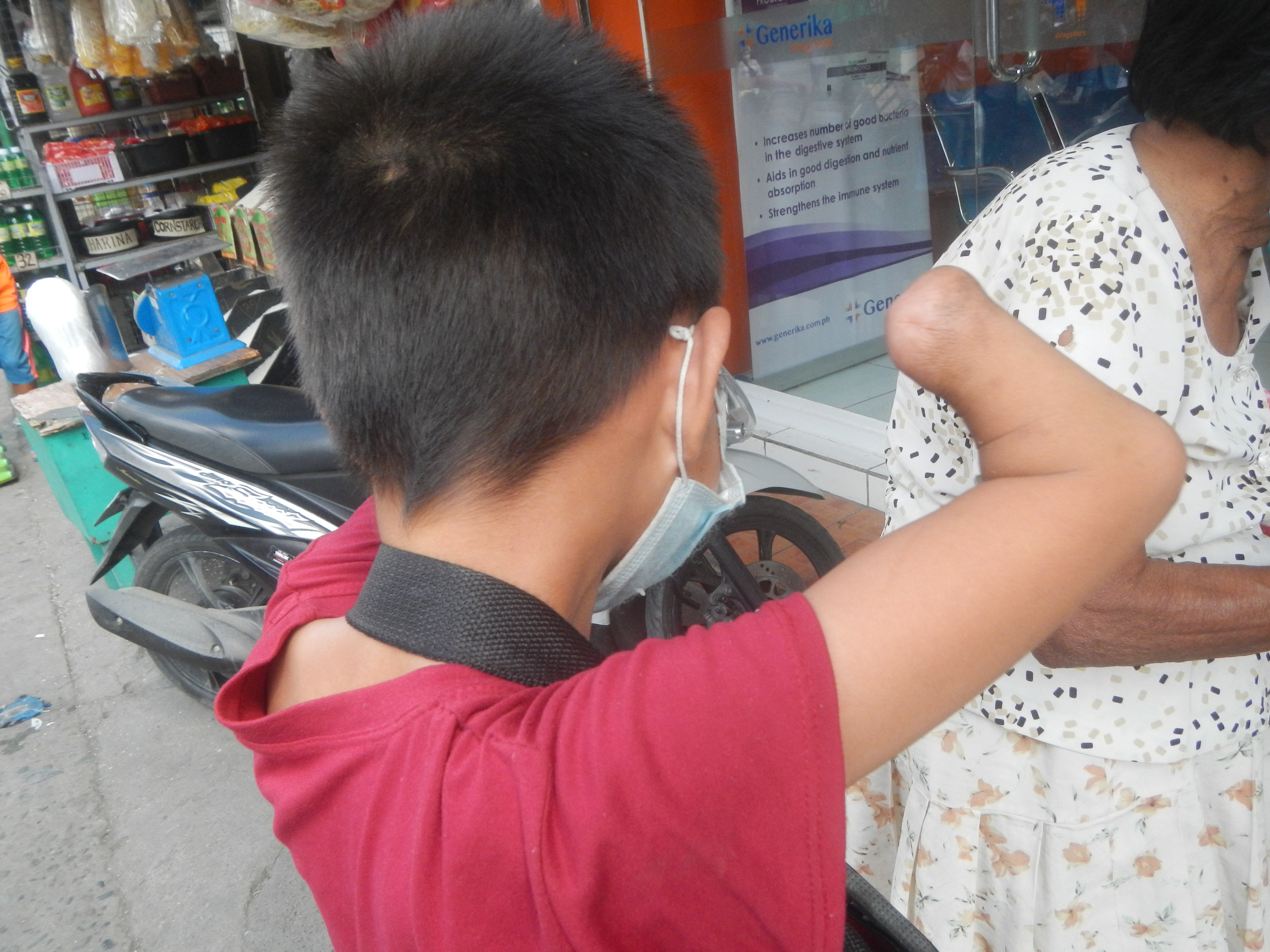
Ubytek terminalny z hemimelią poprzeczna, niecałkowitą ręki

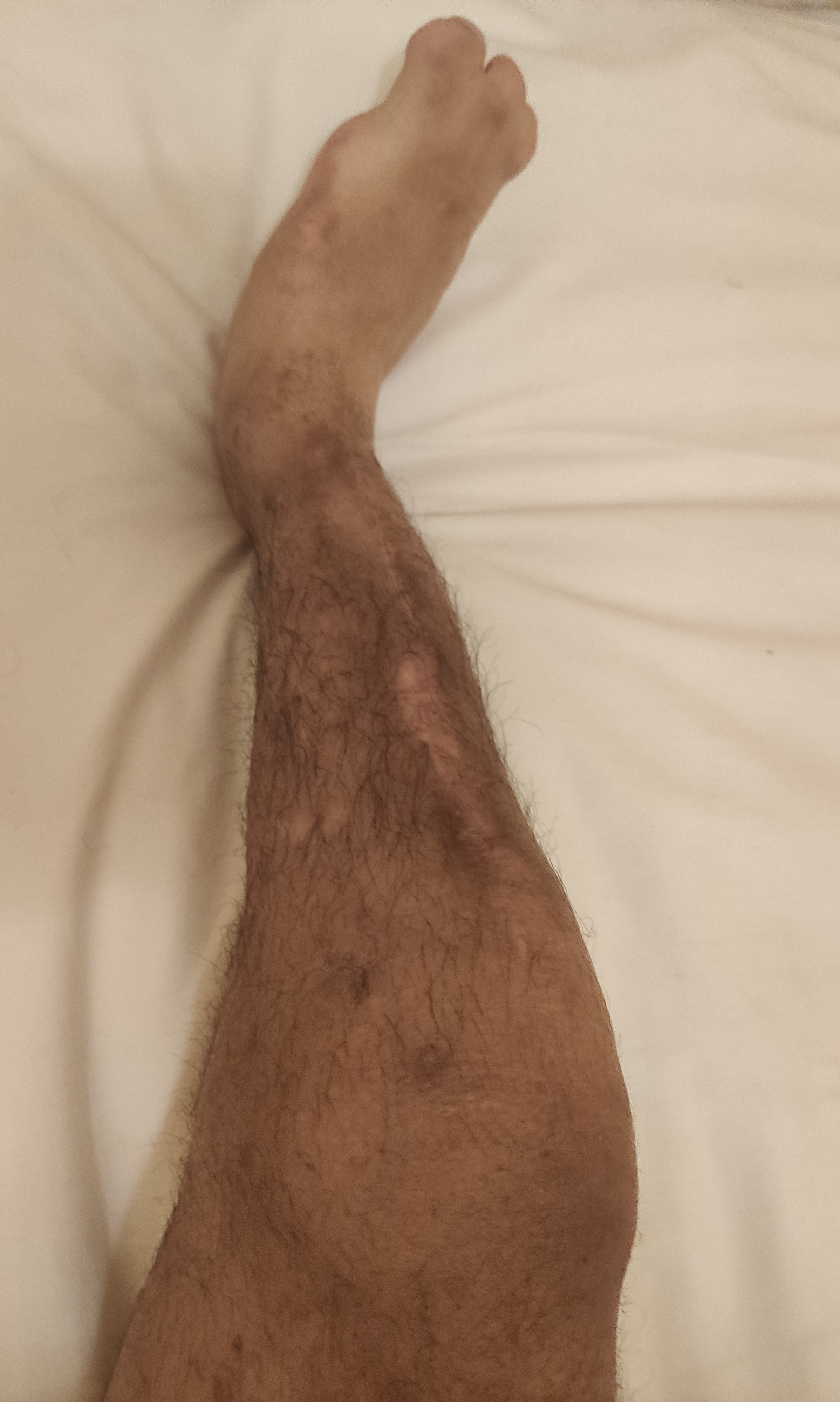
Hemimelia nogi

Hemimelia – wada wrodzona polegająca na jedno- lub obustronnym niedorozwoju dystalnej części kończyny dolnej lub górnej. Kość dotknięta wadą może być skrócona lub zupełnie się nie wykształcić, wówczas wada może być nazywana aplazją. Wyróżnia się hemimelię poprzeczną i podłużną.   
Hemimelia poprzeczna oznacza wrodzony brak części lub całości kończyny i w wypadku braku całej kończyny nazywana jest amelią. Klinicznie jest podobna do stanu po amputacji (stąd bywa nazywana „wrodzoną amputacją”).   
Hemimelia podłużna oznacza częściowy brak jednego z elementów kończyny w osi podłużnej (w fokomelii nie występuje całkowity brak części kończyny). W uproszczeniu jest to niedorozwój i skrócenie kości budującej kończynę.   
Wada najczęściej dotyczy kości:
- strzałkowej – hemimelia strzałkowa (ang. fibular hemimelia),
- piszczelowej – hemimelia piszczelowa (ang. tibial hemimelia),
- promieniowej – hemimelia promieniowa (ang. radial hemimelia),

- łokciowej – hemimelia łokciowa (ang. ulnar hemimelia).